# Grammistinae
Sous-famille
Les Grammistinae sont une sous-famille de poissons téléostéens, de la famille des Serranidae. La plupart des espèces sont dénommées en français « poissons-savon ». 

## Description et caractéristiques
C'est une petite famille de serranidés, caractérisés par la toxine gluante qu'ils contiennent dans leur peau, qui peut être relâchée en cas de menace (toxine simplement irritante pour l'Homme, mais pouvant rendre d'autres poissons placés dans un même récipient impropres à la consommation).

## Liste des genres
Selon World Register of Marine Species (15 février 2017) :
- genre Aporops Schultz, 1943
- genre Aulacocephalus Temminck & Schlegel, 1843
- genre Belonoperca Fowler & Bean, 1930
- genre Diploprion Cuvier, 1828
- genre Grammistes Bloch & Schneider, 1801
- genre Grammistops Schultz, 1953
- genre Pogonoperca Günther, 1859
- genre Pseudogramma Bleeker, 1875
- genre Rypticus Cuvier, 1829
- genre Suttonia Smith, 1953

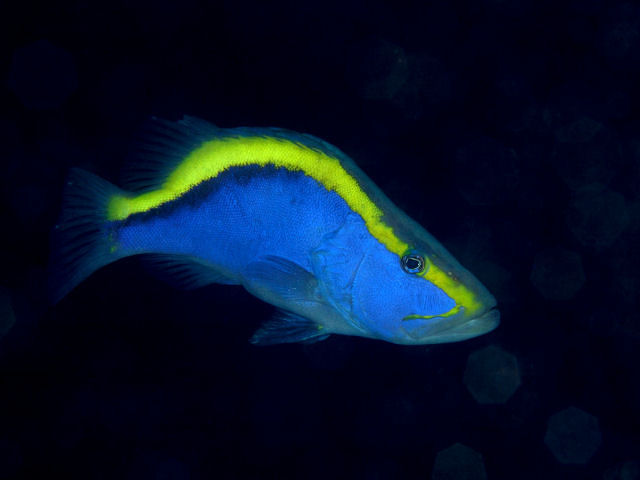
Aulacocephalus temminckii
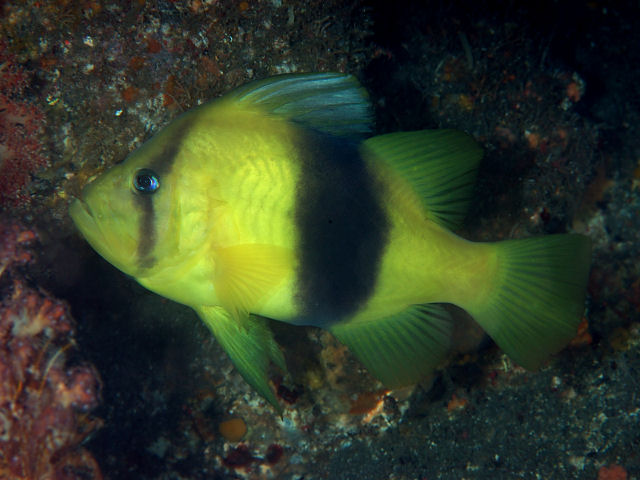
Diploprion bifasciatum
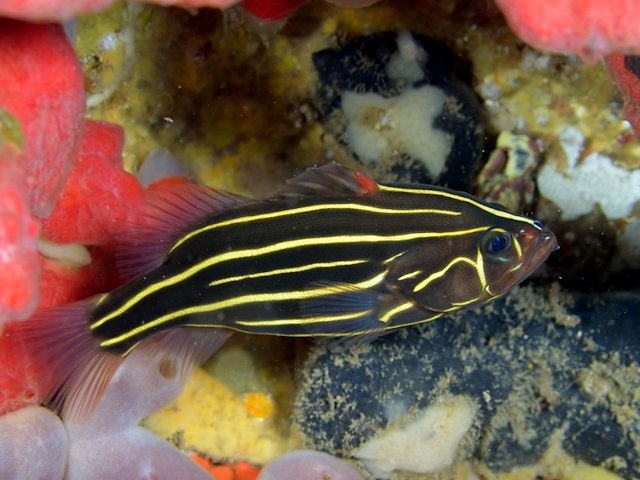
Grammistes sexlineatus
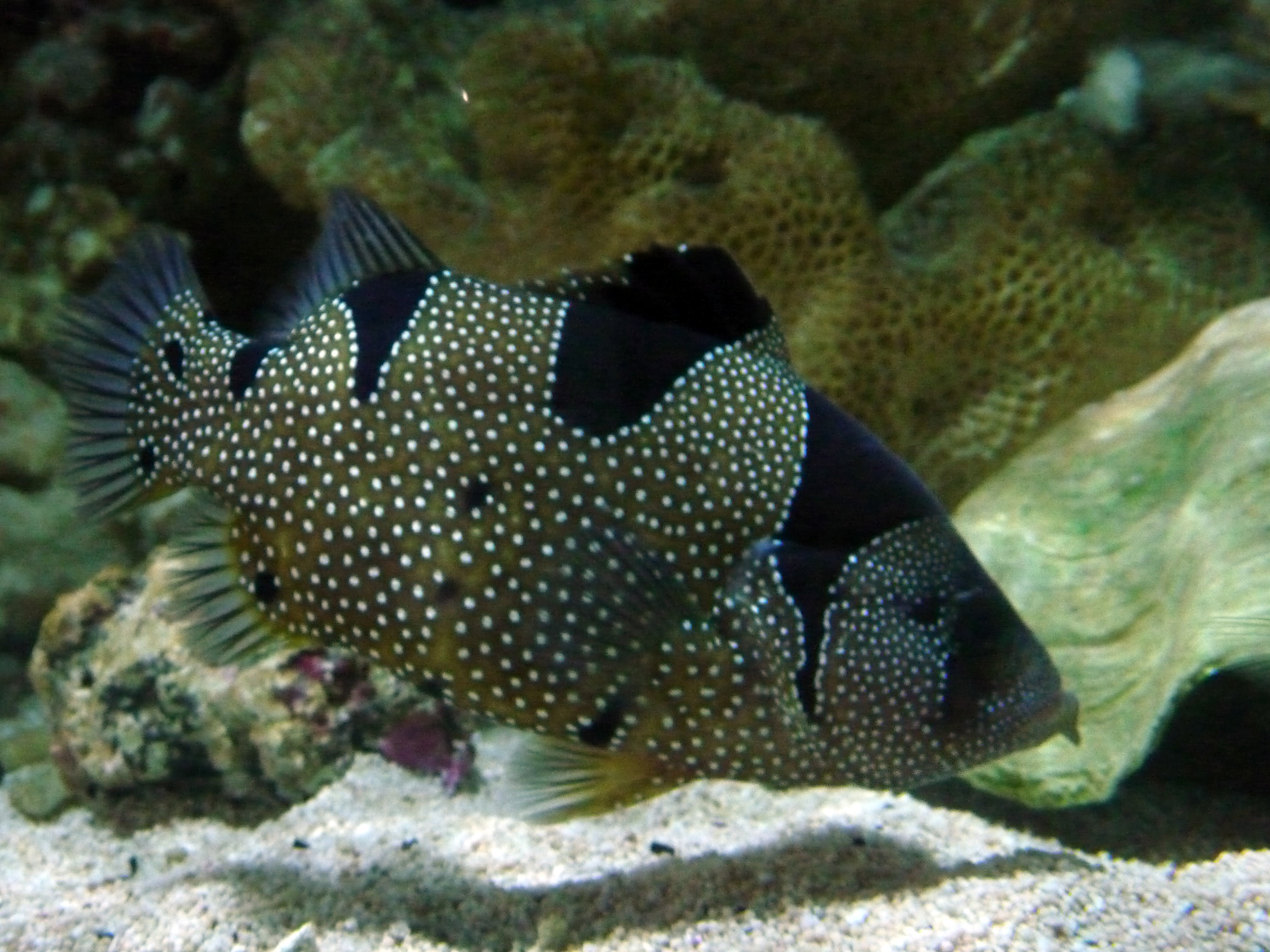
Pogonoperca punctata
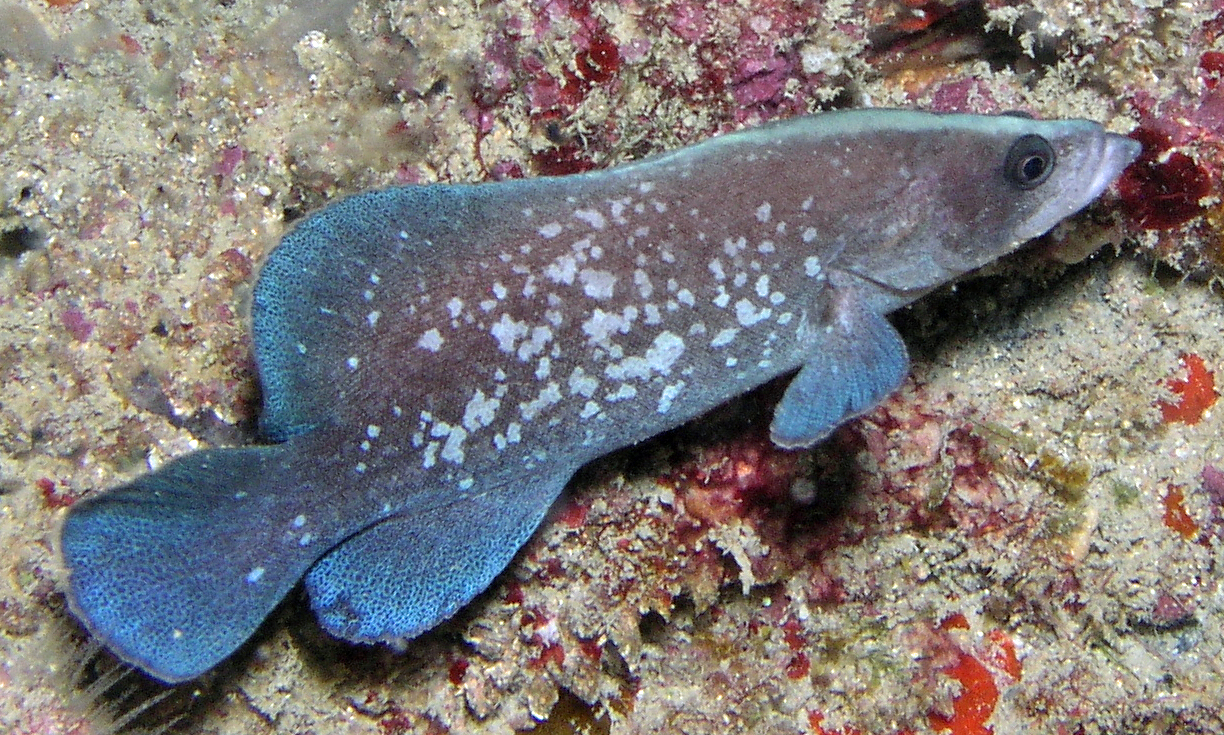
Rypticus bistrispinus
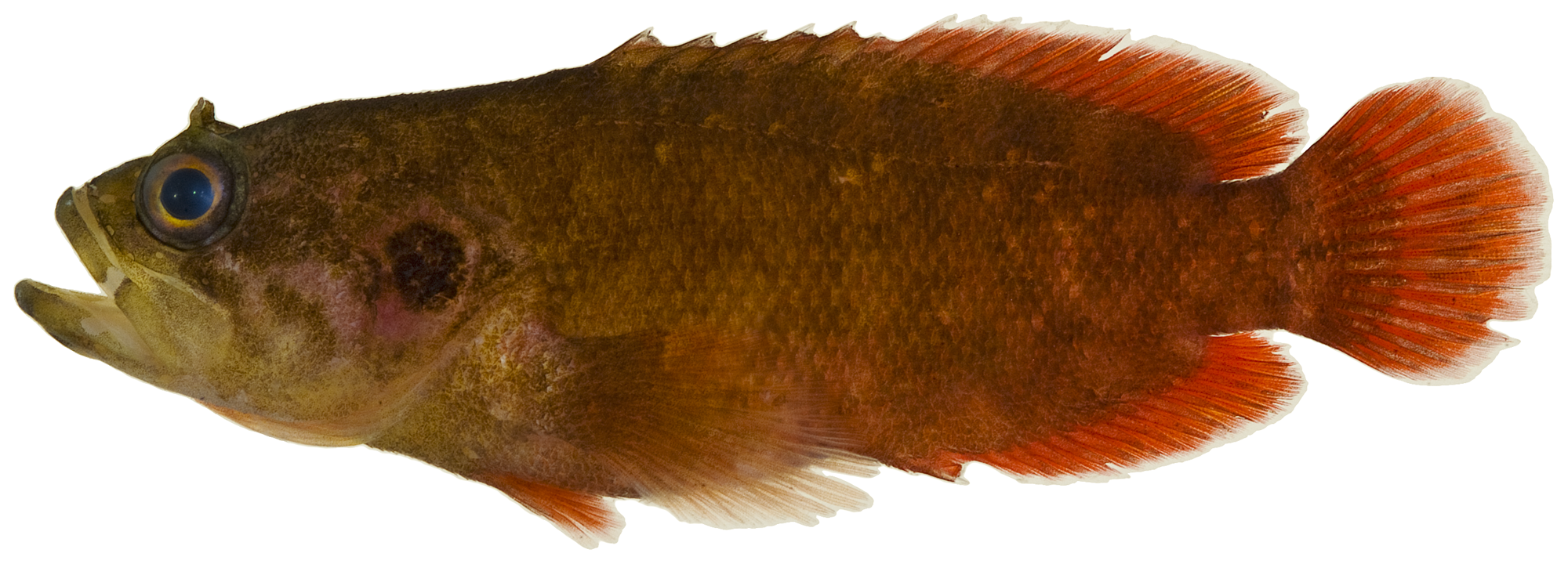
Pseudogramma gregoryi